# Hans Peter Luhn
Hans Peter Luhn (* 1. Juli 1896 in Barmen; † 19. August 1964 in Armonk, New York) war ein deutscher Informatiker bei IBM, Erfinder des Luhn-Algorithmus und der KWIC-Indexierung. Ihm wurden über 80 Patente zugesprochen.

## Leben
Luhn wurde 1896 als Sohn des Druckereibesitzers Peter Luhn und Enkel des Seifenfabrikanten August Luhn in Barmen geboren. Nach seinem Realschulabschluss zog Luhn in die Schweiz, um das Druckerhandwerk zu lernen und das Familiengeschäft zu übernehmen. Seine Karriere als Drucker wurde vom Dienst als Kommunikationsoffizier im Ersten Weltkrieg unterbrochen. Nach dem Krieg begann Luhn in der Textilbranche, die ihn schließlich in die Vereinigten Staaten brachte, wo er einen Fadenzähler erfand, der bis heute unter dem Namen Lunometer verkauft wird.

## Werk
Von den späten 1920er bis zu den frühen 1940er Jahren meldete Luhn eine Vielzahl von Patenten an. In derselben Zeit arbeitete er weiter in der Textilbranche und als unabhängiger technischer Berater. 1941 begann er als Senior research engineer (Oberversuchsingenieur) und wurde bald zum Manager of the information retrieval research division (Leiter der Informationsbeschaffungs-Abteilung) befördert.
Seine Einführung in die Branche der Dokumentations-/Informations-Wissenschaft kam 1947, als er gebeten wurde, für IBM zusammen mit James Perry und Malcom Dyson an einem Problem zu arbeiten, das die Suche nach in kodierter Form gespeicherten chemischen Zusammensetzungen umfasste.
Luhn fand für dieses und andere Probleme Lösungen mit Hilfe von Lochkarten, musste dafür aber oftmals die Einschränkungen der damals verfügbaren Maschinen umgehen.
Luhn wendete immer mehr Zeit auf die Probleme der Informationsbeschaffung und -speicherung und leistete Pionierarbeit in der Verwendung von Datenverarbeitungsgeräten zur Lösung dieser Probleme. Luhn erarbeitete als einer der Ersten Techniken, die in der Informationswissenschaft heutzutage selbstverständlich sind, wie z. B. Volltext-Verarbeitung, Keyword in Context-Indexierung (KWIC), Auto-Indexierung, automatische Abstrahierung und das Konzept der selektiven Verbreitung von Information (SDI).
Zwei von Luhns größten Errungenschaften sind die Idee für ein SDI-System und die KWIC-Methode der Indexierung. Heutige SDI-Systeme verdanken viel einer Veröffentlichung von Luhn aus dem Jahre 1958 („A Business Intelligence System“), das eine „automatisierte Methode, um Wissenschaftlern und Ingenieuren aktualitäts-bewusste Dienste anzubieten“ beschrieb. Diese Dienste richteten sich an Leute, die Unterstützung benötigten, um mit dem rapiden Wachstum an wissenschaftlicher und technischer Literatur in der Nachkriegszeit mitzuhalten. Zugleich war Luhn damit der erste, der den heute gebräuchlichen Begriff Business Intelligence für die integrierte Datenverarbeitung und -analyse in Unternehmen verwendete.
Luhn war wohl der Erste, welcher mittels Hashfunktionen Information (Zahlen, Worte, Sätze usw.) in Eimer (en.: Buckets) so umverteilte, dass der Zugriff oder die Weiterverarbeitung vereinfacht wurde. Derartige weiter entwickelte Algorithmen sind heute in der Verschlüsselungstechnik, Grafikverarbeitung, Telekommunikation und der Biologie bedeutend geworden.
Der Luhn-Algorithmus oder die Luhn-Formel, auch bekannt als „Modulo 10“- oder „mod 10“-Algorithmus, wurde in den 1960er Jahren von Luhn als eine Methode der Überprüfung von Identifikationsnummern entwickelt. Er findet heute für die Verifikation von Kreditkartennummern, von ISINs und beispielsweise in Kontonummern vieler Banken Verwendung.